# Geschwindigkeitsüberwachung für NeiTech-Züge

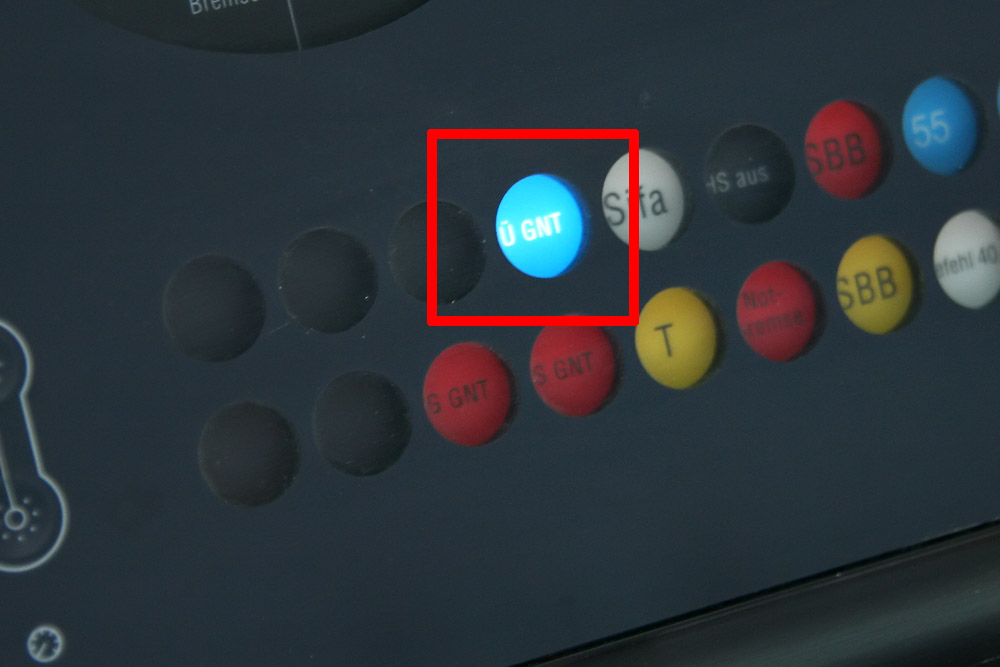
Der Leuchtmelder Ü GNT signalisiert die aktive Geschwindigkeitsüberwachung Neigetechnik.

Als Geschwindigkeitsüberwachung für NeiTech-Züge (Abkürzung GNT) wird ein Zugbeeinflussungssystem bezeichnet, das für Neigetechnik-Züge in Deutschland verwendet wird. Dabei können Gleisbögen mit bis zu 30 % höherer Geschwindigkeit durchfahren werden, ohne dass die Querbeschleunigung für den Fahrgast den zulässigen Maximalwert von 1,0 m/s² überschreitet. Es wurde unter dem Namen Punktförmiges Datenübertragungs-System (PDS) von der Deutschen Bundesbahn gegen Ende der 1980er Jahre eingeführt. Da diese Abkürzung seit 1989 von der politischen Partei PDS verwendet wurde, suchte man eine andere Abkürzung. Auf die Abkürzung PDS wurde noch längere Zeit in internen Unterlagen verwiesen bzw. sie war in der Baureihe 610 bis zum Betriebsende vorhanden.
Die GNT funktioniert nur im Zusammenspiel mit der Punktförmigen Zugbeeinflussung.
Ende 2019 waren 3018 von 33.291 km im Netz der Deutschen Bahn mit GNT ausgerüstet, mit rückläufiger Tendenz.

## Funktionsweise und Einschränkungen
Die Geschwindigkeitsüberwachung für NeiTech-Züge wird nur in Deutschland und nur als Ergänzung der Punktförmigen Zugbeeinflussung (PZB) genutzt.
In der Spezifikation linienförmiger Zugbeeinflussungen wie der LZB oder ETCS sind auch Profile für Neigetechnikfahrzeuge definiert. Diese haben aber abweichende Funktionsprinzipien bei der Signalisierung und werden bisher in Deutschland nicht genutzt.
Bei PZB ist in Deutschland das Fahren auf Signalsicht wegen der Vorsignalabstände und der nicht vorhandenen Automatischen Fahr- und Bremssteuerung nur bis zu einer Geschwindigkeit von 160 km/h zugelassen. Deshalb beträgt die maximale Geschwindigkeit eines von der GNT überwachten Zuges ebenfalls 160 km/h.
Gleisseitig sind entweder spezielle Gleiskoppelspulen rechts neben der rechten Schiene (bei ZUB 122) oder bei der neueren ZUB 262 auch Eurobalisen verlegt, welche Daten an den Zug übertragen. Die Gleiskoppelspulen sind etwas schmaler als die PZB-Magnete, liegen aber geometrisch an der gleichen Stelle im Gleis. Über diese zusätzlichen gleisseitigen Informationsgeber bekommt das Triebfahrzeug Informationen, welche der geschwindigkeitsüberwachenden PZB-Gleisschwingkreise („Magnet“) ignoriert werden sollen. Dies ist nötig, da die PZB weiterhin aktiv ist und vor einigen Geschwindigkeitswechseln Geschwindigkeitsprüfabschnitte verlegt sind oder das Ankündigungssignal (Lf 6) mit einem 1000-Hz-Magneten ausgerüstet ist.
Die Signale Lf 6 und Lf 7 sind bei aktiver GNT nicht gültig. Geregelt ist dies im Signalbuch, der Richtlinie 301: „Für Züge mit technischer Überwachung eines bekanntgegebenen besonderen
Geschwindigkeitsprofils gelten die Signale Lf 6 und Lf 7 nicht.“
Im Ergebnis darf ein mit GNT ausgerüsteter Zug die Gleisbögen mit höherer Geschwindigkeit durchfahren, als es Zügen ohne aktive Neigetechnik gestattet wird. Ein Zug ohne aktive GNT (ausgeschaltet oder gar nicht vorhanden) wird durch die zusätzlichen Balisensignale nicht beeinflusst und wird weiterhin durch die normale PZB punktuell an Geschwindigkeitsprüfabschnitten überwacht.
Die aktive Neigetechnik ist erst ab einer Geschwindigkeit von 70 km/h aktiv. Die GNT-Überwachung ist jedoch im gesamten Geschwindigkeitsband gewährleistet. Ein GNT-geführter Zug wird kontinuierlich auf die Höchstgeschwindigkeit überwacht.

## Technische Rahmenbedingungen
Die Einsatzparameter für Schienenfahrzeuge, die unter Einsatz von GNT bogenschnell fahren sollen, sind in der Richtlinie 810.0212 „Kompatibilität mit den Anforderungen des Netzes – Neigetechnik in Fahrzeugen –“ geregelt. Stichpunktartig sind diese:
- GNT-Ausrüstung
- passives oder aktives Neigesystem
- Möglichkeit der Ausgleichung eines Überhöhungsfehlbetrages von 300 mm
  - Bei Fahrzeugen, die für einen geringeren Überhöhungsfehlbetrag zugelassen sind, ist die maximal zulässige Geschwindigkeit fahrzeugseitig zu erzeugen und zu überwachen.
- Das Fahrzeug darf die gültigen Lichtraumgrenzen nicht überschreiten
- Maximale Achslast von 16,8 t (16 t plus 5 % Toleranz)
- Besondere Seitenwindstabilität nach Ril 807.04

## Varianten und Nachfolgesysteme
Die GNT-Zugsicherungstechnik wird auf Basis der Siemens ZUB 122 bzw. der weiterentwickelten Variante Siemens ZUB 262 im Triebfahrzeug technisch implementiert.
Die Fahrzeuge mit einer GNT auf Basis der ZUB-262-Fahrzeugausrüstung können die GNT-Daten sowohl von proprietären Siemens-Gleiskoppelspulen empfangen als auch aus den standardisierten Eurobalisen lesen.
Daraus folgt:
- Um proprietäre Siemens-Gleiskoppelspulen zu lesen, reicht eine auf ZUB 122 basierende Fahrzeugausrüstung. Die damit ausgerüsteten Fahrzeuge der DB-Baureihen 610 und 611 sind mittlerweile stillgelegt oder benutzen keine Neigetechnik. Deshalb müssen keine durchgehenden Streckenausrüstungen nach ZUB 122 mehr vorgehalten werden.
- Zum Auslesen der Eurobalisen benötigt das Fahrzeug eine auf ZUB 262 basierende GNT-Fahrzeugausrüstung oder ETCS.
- Mit der auf ZUB 262 basierenden GNT-Ausrüstung kann ein Fahrzeug jede für Neigetechnik vorbereitete Strecke in Deutschland bogenschnell befahren.

Über die mit ZUB ausgerüsteten Streckenabschnitte informiert der Infrastrukturbetreiber, die DB InfraGO, im Internet.
Die Funktion der Signalisierung von abweichenden Geschwindigkeiten für Neigetechnikzüge wird zukünftig auch mit dem europäischen Zugbeeinflussungssystem ETCS erfolgen. Darin kann zwischen verschiedenen Zugkategorien ähnlich wie bei LZB unterschieden werden, denen die ETCS-Zentrale (RBC) unterschiedliche Geschwindigkeiten erlauben darf. Je nach Zugkategorie und zulässigem Überhöhungsfehlbetrag können verschiedene Geschwindigkeiten zugelassen werden.
Die GNT ist in Deutschland in mit ETCS ausgerüsteten Bereichen nicht nutzbar. Dies wird nach Einschätzung der Deutschen Bahn voraussichtlich auch so bleiben, da die GNT keine Transition nach ETCS unterstützt. Aufgrund des Alters der GNT sei eine Weiterentwicklung nicht vorgesehen bzw. nicht möglich. Durch ein Softwareupdate ist es seit 2022 immerhin möglich, mit eingeschalteter GNT durch mit ETCS ausgerüstete Bereiche zu fahren. Dies hatte zuvor zu Zwangsbremsungen geführt, da die GNT in ETCS-Bereichen interpretierte, ohne Zugbeeinflussungssystem zu fahren.

### ZUB 122
ZUB 122 ist seit Mai 1992 auf diversen Strecken in Oberfranken und der nördlichen Oberpfalz im Einsatz und wurde zunächst in 20 Fahrzeugen der Baureihe 610 verbaut. Im sogenannten ES-Betrieb (ES für „erhöhte Seitenbeschleunigung“) lassen sich damit Fahrten mit einer bis zu 50 km/h gegenüber der Regelstreckenhöchstgeschwindigkeit erhöhten Geschwindigkeit durchführen. Aufgrund von Kostenvorteilen entschied man sich für das punktförmig wirkende System als Ergänzung der PZB gegenüber der für diesen Einsatz ebenfalls erwogenen LZB.
Streckenseitig besteht ZUB 122 aus größtenteils autark arbeitenden Gleiskoppelspulen, die in Fahrtrichtung rechts vom Gleis angebracht sind. Die Koppelspulen sind im Gegensatz zur PZB untereinander logisch verbunden und über eine vierstellige Nummer eindeutig identifizierbar. Durch diese Verkettung kann das Fehlen eines solchen Beeinflussungspunkts fahrzeugseitig erkannt werden. Die Übertragung erfolgt in der Regel unidirektional von der Strecke zum Fahrzeug und ist fail-safe. Das heißt, ZUB 122 überträgt im Gegensatz zur PZB aktiv permissive Aspekte, wohingegen der PZB eine Verbotsphilosophie zugrunde liegt. Entsprechend führt eine fehlerhafte/ausbleibende Übertragung im Falle der ZUB 122 immer zu einem sicheren Zustand. Optional ist mit ZUB 122 auch eine halbduplexe Übertragung vom Fahrzeug zurück zur Strecke, beispielsweise zum Austausch von Servicedaten, umsetzbar.
Im Grundzustand speist ein mit dem System ausgerüstetes Fahrzeug kontinuierlich einen 50 Hz-Sendekreis, der von der auf die gleiche Frequenz abgestimmten Streckeneinrichtung beeinflusst wird (analog PZB). Aufgrund dieser Beeinflussung wird nun fahrzeugseitig ein zweiter auf 100 kHz abgestimmter Speisekreis aktiviert, der zur Energieversorgung der gerade überfahrenen Gleiskoppelspule dient. Diese sendet daraufhin zweifach redundante, serielle Datentelegramme im 850 kHz-Band (Mittelwelle) mit 50 kBit/s zurück zum Fahrzeug. Es sind dabei grundsätzlich Telegrammlängen von 40 bis 50 Bit möglich, die bis zu einer Geschwindigkeit von 350 km/h sicher übertragen werden können. Aufgrund der deutlich geringeren Geschwindigkeit der Baureihe 610 werden in der Praxis allerdings Telegramme mit 96 Nutzbits verwendet. Zur Übertragung kommt eine FSK-Modulation zum Einsatz. Der maximale Abstand der einzelnen Datenübertragungspunkte beträgt 5,1 km.
Fahrzeugseitig besteht das System im Wesentlichen aus einer zweifach redundant vorhandenen Rechnereinheit, einem Wegimpulsgeber, der Fahrzeugkoppelspule, den Führerraumbediengeräten, sowie Verbindungen zur Bremse und zur PZB. Der Triebfahrzeugführer wird neben der generellen Betriebsbereitschaft von dem System permanent über die Verfügbarkeit des ES-Modus und etwaige Fahrteinschränkungen informiert. Somit ist eine (für den Einsatzzweck) vollständige Führerraumsignalisierung gegeben – konventionelle, streckenseitige Signale sind für bogenschnelles Fahren mit diesem System nicht vorgesehen.
Die beiden Fahrzeugrechner überwachen permanent die Wagenkastensteuerung, die Funktionsfähigkeit der Magnetschienenbremse und die Einhaltung des Zuggewichts. Aufgrund dieser Parameter ist dann ein vollständig bogenschnelles (ES-Modus), ein Fahren im Normalbetrieb (RS-Modus; RS für „Regelseitenbeschleunigung“) oder eine Mischbetriebsform möglich. Über die Kopplung mit dem PZB-Fahrzeuggerät werden im ES-Modus außerdem Befehle zum Überbrücken von Geschwindigkeitsprüfabschnitten übermittelt, die für nicht-bogenschnell betriebene Fahrzeuge dimensioniert wurden. Bei einer Geschwindigkeitsüberschreitung während des bogenschnellen Fahrens oder bei Ausfall der PZB-Ausrüstung ist die Fahrzeugeinheit auch autark zur Veranlassung einer Schnellbremsung in der Lage.
Die streckenseitig übermittelten Telegramme enthalten:
- Grenzgeschwindigkeit für den RS-Modus (Auflösung: 10 km/h), sowie die Differenz zu der im ES-Modus gültigen Geschwindigkeit
- Zielgeschwindigkeit am folgenden Datenübertragungspunkt
- Zielentfernung
- Streckenneigung
- Steuerzeichen – z. B. zur Überbrückung des o. g. Linkings
- Geschwindigkeiten zur Durchfahrung von Langsamfahrstellen, getrennt für den ES- und RS-Modus
- Zielentfernung, Länge und Art der Langsamfahrstelle
- Zusatzinformationen zu Langsamfahrstellen um beispielsweise bauartspezifische Einschränkungen zu übermitteln
- Punktart
  - B1 und B3 zur Ankündigung von Langsamfahrstellen und Geschwindigkeitswechseln
  - B2 zum Überbrücken von Geschwindigkeitsprüfabschnitten
- Prüfinformation um die korrekte Redundanzfunktionalität der Streckeneinrichtung zu überwachen
- Gruppenkennung
- Ende der Verfügbarkeit des ES-Modus (eine Anfangsinformation gibt es nicht; somit ist der Beginn des ES-Betriebs an jeder Koppelspule, und entsprechend auch für Fahrzeuge die nur einen Teilbereich der ausgerüsteten Strecke befahren, möglich)

### ZUB 262
ZUB 262 ist eine Weiterentwicklung der ZUB 122 und nutzt als Übertragungsmedium Eurobalisen und Gleiskoppelspulen. Die Einführung des ICE-T mit seiner auf einem Datenbus basierenden Fahrzeugsteuerung und dessen geplanter Einsatz in der Schweiz, wo die dortige ZUB 121 ebenfalls auf Eurobalisen umgestellt wurde, kann als Hauptgrund für die Entwicklung angesehen werden.
Fahrzeugseitig besteht das System im Kern aus einem signaltechnisch sicheren zweikanaligen ZUB 200-Gerät, bei dem jeder Kanal einen halben 19″-Baugruppenträger belegt. Diese als SIMIS (Sicheres Mikroprozessorsystem von Siemens) 3116 bezeichneten 2v2-Verarbeitungseinheiten basieren technisch auf 80186er, bzw. für komplexere Funktionen teilweise auf 80486er Prozessoren. Jede Einheit verfügt über eine eigene Baugruppe für Interrupt-, Schnittstellen- und Diagnosedatenverarbeitung. Bedarfsweise können weitere Baugruppen ergänzt werden. Softwareseitig wurde die bei der ZUB 122 verwendete lineare Assemblerprogrammierung durch einen auf PASCAL86 basierenden Ansatz in Kombination mit dem Betriebssystem COSPAS ersetzt, wovon man sich eine höhere Flexibilität, insbesondere hinsichtlich zukünftiger aus ETCS heraus getriebener Systemerweiterungen, erhoffte.
Der bisherige, eigene Wegimpulsgeber ist bei der ZUB 262 bei Einsatz in der Baureihe 411 und 415 weggefallen. Stattdessen werden Weg- und Geschwindigkeitsinformationen von der Zentralen Weg- und Geschwindigkeitserfassung (ZWG) via MV-Bus zur Verfügung gestellt. Für den Einsatz der ZUB 262 in den DB-Baureihen 611 und 612 und beim ETR 610 wird ein eigener Wegimpulsgeber verwendet. Die Kommandierung der Zwangsbremsung ist weiterhin drähtig über Relaiskontakte gelöst. Das System ist abwärtskompatibel zur ZUB 122. Die Umschaltung des Übertragungskanals erfolgt automatisch und basiert auf dem Ansatz des Operational System Switch (OSS) aus dem Eurocab-Konzept.
Erste Tests von ZUB 262 erfolgten ab Oktober 1997 im Prüfcenter Wegberg-Wildenrath.

## Fahrzeuge
In Deutschland sind folgende Baureihen der Deutschen Bahn mit GNT ausgerüstet:
BR 411 (7-teiliger ICE T) / BR 415 (5-teiliger ICE T)
GNT-Implementierung auf Basis der Siemens ZUB 262 Fahrzeugausrüstung
BR 605 (ICE TD)
GNT-Implementierung auf Basis der Siemens ZUB 262 Fahrzeugausrüstung
BR 610 („Pendolino“)
GNT-Implementierung auf Basis der Siemens ZUB 122 Fahrzeugausrüstung
BR 611
GNT-Implementierung auf Basis der Siemens ZUB 122 Fahrzeugausrüstung
GNT-Implementierung teilweise umgerüstet auf Basis der Siemens ZUB 262
BR 612 („Regioswinger“)
GNT-Implementierung auf Basis der Siemens ZUB 262 Fahrzeugausrüstung
Die von der Deutschen Bahn an die Österreichischen Bundesbahnen verkauften ICE T-Züge waren zunächst die einzigen mit GNT ausgerüsteten Fahrzeuge, die nicht der DB gehören.
Weil die RABe 503 der Schweizerischen Bundesbahnen auf der Strecke München–Lindau–Zürich bogenschnell verkehren, mussten sie ebenfalls mit ZUB 262 ausgerüstet werden.

## Strecken
Die DB InfraGO hat für ihre mit GNT ausgerüsteten Strecken die Richtlinie 483.0301 (Zugbeeinflussungsanlagen bedienen; Punktförmige Datenübertragungssysteme Geschwindigkeitsüberwachung für NeiTech-Züge) herausgegeben. Im Infrastrukturregister des Unternehmens gibt es im September 2022 keine Unterscheidung zwischen Ausrüstung mit ZUB 122 und ZUB 262 mehr, was auf einen Abbau der ZUB 122 und die einheitliche Ausrüstung mit ZUB 262 schließen lässt.
ZUB 262:
- Neustadt (Weinstr) Hbf–Kaiserslautern Hbf
- Basel Bad Bf–Lauchringen West
- Beringen Bad Bf–Singen (Hohentwiel)
- Singen (Hohentwiel)–Hattingen (Baden)
- Horb–Stuttgart-Vaihingen–Stuttgart Hbf
- Stuttgart Hbf–Plochingen
- Tübingen Hbf–Sigmaringen
- Thiergarten (Hohenz)–Inzigkofen
- Sigmaringen–Riedlingen
- Unlingen–Ulm Hbf
- Schnabelwaid–Bayreuth Hbf
- Marktredwitz–Hof Hbf
- Nürnberg Hbf–Hersbruck (rechts Pegnitz)–Marktredwitz
- Hersbruck (rechts Pegnitz)–Pommelsbrunn–Neukirchen (b Sulzbach-Rosenberg)–Irrenlohe

- Regensburg Hbf–Irrenlohe
- Neukirchen (b Sulzbach-Rosenberg)–Weiden (Oberpf)
- Schwandorf–Furth im Wald
- Altenbeken–Benhausen
- Vellmar-Obervellmar–Warburg (Westf)
- Warburg (Westf)–Altenbeken
- Kaiserslautern Hbf–Saarbrücken Hbf
- Frankfurt (Main) Hbf–Hanau Hbf
- Haitz-Höchst–Flieden
- Fulda–Bebra-Blankenheim
- Bebra-Blankenheim–Faßdorf
- Baunatal-Guntershausen–Kassel-Wilhelmshöhe
- Radolfzell–Friedrichshafen Stadt
- Friedrichshafen Stadt–Lindau-Aeschach
- Horb–Tuttlingen
- Plochingen–Tübingen Hbf
- Tuttlingen–Hattingen
- Ulm Hbf–Aalen
- Neuenmarkt-Wirsberg Süd–Neuenmarkt-Wirsberg Ost
- Hochstadt–Marktzeuln–Saalfeld (Saale)
- Bayreuth Hbf–Neuenmarkt-Wirsberg
- Oberkotzau–Neuenmarkt-Wirsberg Ost
- Neuenmarkt-Wirsberg–Lichtenfels
- Rottendorf–Schweinfurt Hbf
- Aschaffenburg Hbf–Nantenbach
- Würzburg Hbf–Rottendorf
- Schweinfurt Hbf–Ritschenhausen
- Buchloe–Augsburg Morellstraße
- Lindau-Insel–Hergatz–Kempten (Allgäu) Hbf–Kaufbeuren
- Hergatz–Mindelheim
- Bäumenheim–Donauwörth
- Donauwörth–Treuchtlingen
- Treuchtlingen–Nürnberg Hbf
- Fürth (Bay) Hbf–Neustadt (Aisch) Bahnhof
- Iphofen–Würzburg Hbf
- Passau Hbf–Straßkirchen
- Radldorf (Niederbay)–Obertraubling
- Regensburg Hbf–Nürnberg Reichswald
- Irrenlohe–Weiden (Oberpf)–Marktredwitz
- Werdau Bogendreieck–Dresden-Plauen
- Gößnitz–Glauchau-Schönbörnchen
- Gera-Debschwitz–Gößnitz
- Bufleben–Leinefelde
- Ritschenhausen–Arnstadt Süd
- Arnstadt Hbf–Neudietendorf
- Saalfeld (Saale)–Saaleck
- Weimar–Jena West
- Jena-Göschwitz–Gera Hbf
- Erfurt–Weimar–Bad Sulza, Rödigen–Weißenfels–Großkorbetha
- Eisenach–Wildeck-Obersuhl
- Faßdorf–Baunatal-Guntershausen
- Heudeber-Danstedt–Halle (Saale) Gbf
- Hof Hbf–Plauen (Vogtl) ob Bf–Werdau Bogendreieck Neumarker Spitze
- Leipzig-Holzhausen–Geithain
- Großkorbetha–Leipzig-Leutzsch
- Geithain–Chemnitz Hbf
- Ilsenburg–Heudeber-Danstedt